# Abdoul Diakité
Abdoul Diakité (* 11. Januar 1986 in Montfermeil) ist ein ehemaliger französisch-malischer Fußballspieler.

## Karriere
Diakité kommt aus der Jugend von AJ Auxerre und spielte bis 2009 für die Reservemannschaft des Vereins, ehe er zum luxemburgischen Erstligisten F91 Düdelingen in die BGL Ligue wechselte. Nachdem er mit dem Club 2011 die Meisterschaft feiern konnte, unterschrieb er zum 1. Juli 2011 einen Vertrag beim Schweizer Zweitligisten FC Wil. Im Sommer 2013 verließ er den Verein mit unbekanntem Ziel und wurde bis zum heutigen Tag bei keiner anderen Mannschaft mehr als Spieler aufgelistet.

## Erfolge
- Luxemburgischer Meister: 2011